# Rhodomyrtus surigaoensis
Rhodomyrtus surigaoensis là một loài thực vật có hoa trong Họ Đào kim nương. Loài này được Elmer miêu tả khoa học đầu tiên năm 1914.